# بلانجاب (ألقورات)
بلانجاب (بالفارسية: بلنجاب) هي مستوطنة تقع في إيران في قسم ألقورات الريفي. يقدر عدد سكانها بـ 154 نسمة .